# Koumassi

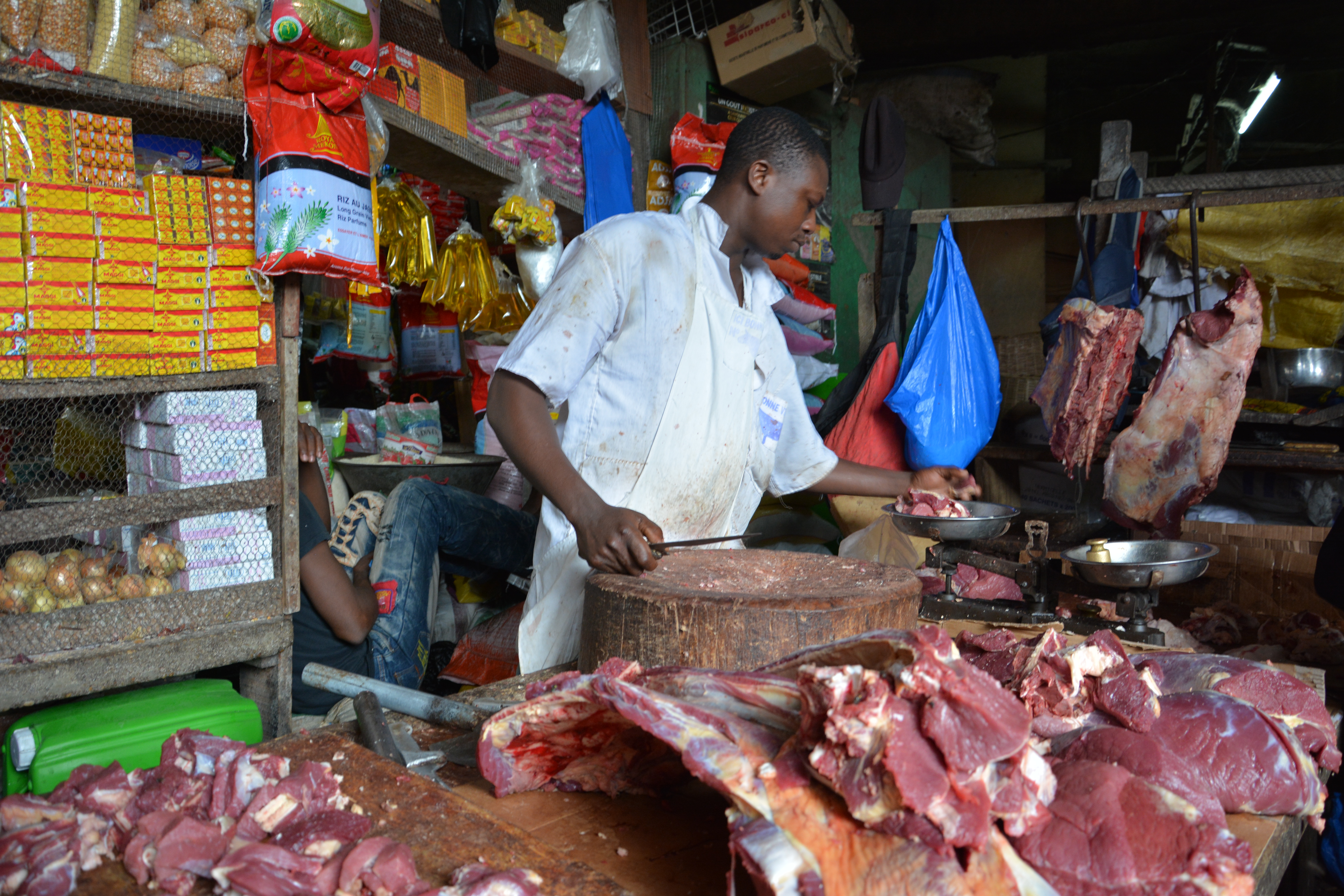
Boucher au marché de Koumassi

Pour les articles homonymes, voir Koumassi (homonymie).
À ne pas confondre avec Kumasi, ville du Ghana.
 (décembre 2016).
Si vous disposez d'ouvrages ou d'articles de référence ou si vous connaissez des sites web de qualité traitant du thème abordé ici, merci de compléter l'article en donnant les références utiles à sa vérifiabilité et en les liant à la section « Notes et références ».
Koumassi est l'une des treize communes d'Abidjan, la capitale économique de Côte d'Ivoire .
Le grand carrefour de Koumassi est l'un des plus grands boulevards d'Abidjan (par sa largeur). Il forme avec la commune de marcory et de treichville une sorte d'île situé au centre du district autonome d'Abidjan. En 2021, sa population est estimée à 412 282 habitants.

## Description
La commune de Koumassi est une collectivité territoriale dotée de la personnalité morale et de l'autonomie financière et appartenant au district autonome d'Abidjan.
Le maire de la commune de Koumassi est Ibrahima Cissé Bacongo et réélu à la suite des élections municipales 2023. L'ancienne équipe municipale était conduite par l'ex-maire Raymond N’Dohi.

## Situation géographique
Située dans la zone sud d’Abidjan et dans l’île de Petit-Bassam, la commune de Koumassi fait partie des treize (13) communes qui composent le district d’Abidjan. Elle s’étend sur une superficie de 874 hectares, soit 2,4% de la superficie totale de la ville d’Abidjan. Cette commune est limitée au nord par la commune de Marcory, au sud par celle de Port-Bouët, au sud-est et nord-est par la lagune Ébrié ; ce qui fait d’elle une presqu’île avec une belle façade lagunaire.
Elle comprend quatorze quartiers (14) où l’habitat est implanté sur 60% de sa surface : l’habitat sur cour (45%) dans la zone centrale, et l’habitat en maisons individuelles ou économiques (30%) se trouve dans les quartiers réalisés par des sociétés immobilières comme le quartier résidentiel Abri 2000. Ce quartier était développé au départ pour les employés de la banque du commerce et de l'industrie en Côte d'Ivoire (BICICI), et d'autres fonctionnaires de différentes banques et abrite aujourd'hui des hommes d'affaires et des fonctionnaires d'État y compris des enseignants.
- L’habitat précaire (26%) concerne les quartiers Grand Campement, Aklomiabla, Zoé Bruno, Sobrici, Yapokro, Houphouet Boigny 1 & 2, Quartier Divo où on compte environ 10 546 baraques et 169 cases traditionnelles selon les résultats définitifs du Recensement Général de la Population et de l'Habitat (R.G.P.H) 1998, l'Institut National de la Statistique.
- L’habitat en immeuble représente 5%  notamment le remblais; enfin l’habitat moyen standing occupe 4%.
- Quant aux terrains urbains, ils occupent 17% de la surface. Les équipements, eux en occupent 8%.

## Populations
La population de Koumassi est estimée à 412 282 habitants en 2021, ce qui en fait la cinquième commune la plus peuplée d'Abidjan aprèsYopougon, Abobo, Cocody et Port-Bouët
Sa  population est jeune avec 57% de la population qui a entre 15 et 39 ans.
Sa croissance démographique est forte : elle avait en 1988, 235 000 habitants. Cette croissance de la population est surtout le résultat d’une immigration importante due à l'attractivité économique de la commune (38,64% de non nationaux en 1998).

## Pharmacies de Koumassi
La commune avoisine plus de trente (30) pharmacies en son sein.
- Pharmacie Aniel
- Pharmacie Beniabié
- Pharmacie Climbié
- Pharmacie de Koumassi (SOUMAH)
- Pharmacie de la Bagoe
- Pharmacie de Prodomo
- Pharmacie de Sopim
- Pharmacie des Sables
- Pharmacie du bd du Gabon
- Pharmacie du Canal
- Pharmacie du Marais
- Pharmacie du Soleil
- Pharmacie Fanny
- Pharmacie Galilée
- Pharmacie Gaudo
- Pharmacie Inchallah
- Pharmacie Iroko (GDE)
- Pharmacie Kahira
- Pharmacie Mesano
- Pharmacie Mpiké
- Pharmacie quartier Divo
- Pharmacie St Albert
- Pharmacie St François
- Pharmacie St Louis
- Pharmacie St Paul
- Pharmacie St Lucien
- Pharmacie St Sauveur
- Pharmacie Ste Agathe
- Pharmacie Ste Foi
- Pharmacie Beraka
- Pharmacie Bethanie
- Pharmacie Regina
- Pharmacie St Georges
- Pharmacie des Lacs

## Commissariats
La commune dispose de plusieurs commissariats tels que :
- Commissariat du 6e arrondissement
- Commissariat du 20e arrondissement
- Commissariat du 36e arrondissement

Elle dispose également d'une gendarmerie et d'un camp de commando pour assurer la sécurité et veiller à la protection de la population.
- Camp commando (ESCADRON COMMANDO)
- Brigade Gendarmerie Aklomiabla[8]

## Infrastructures
Le principal marché de Koumassi est le marché de Koumassi 2000, communément appelé « Djê Konan ». Fermé en fin mars 2020 pour des travaux, il a été rouvert entièrement rénové le 10 octobre 2020. Dans le même temps, les axes routiers et l'assainissement ont été aussi améliorés. Le grand carrefour de la commune est en train d'être dotée d'un échangeur qui est destiné à fludifier la circulation.

## Politique
Le maire de la commune de Koumassi est M. Narcisse Toussaint BALLEY. Après la démission de Ibrahima Cissé Bacongo, nommé Gouverneur du District Autonome d’Abidjan par décret présidentiel le 27 décembre 2023, l’ancien premier adjoint au maire de Koumassi a été élu pour le remplacer. À l’issue du scrutin des conseillers municipaux tenu le jeudi 18 janvier 2024.

Le député de Koumassi est Sangaré Yacouba en 2020.